# 關渡

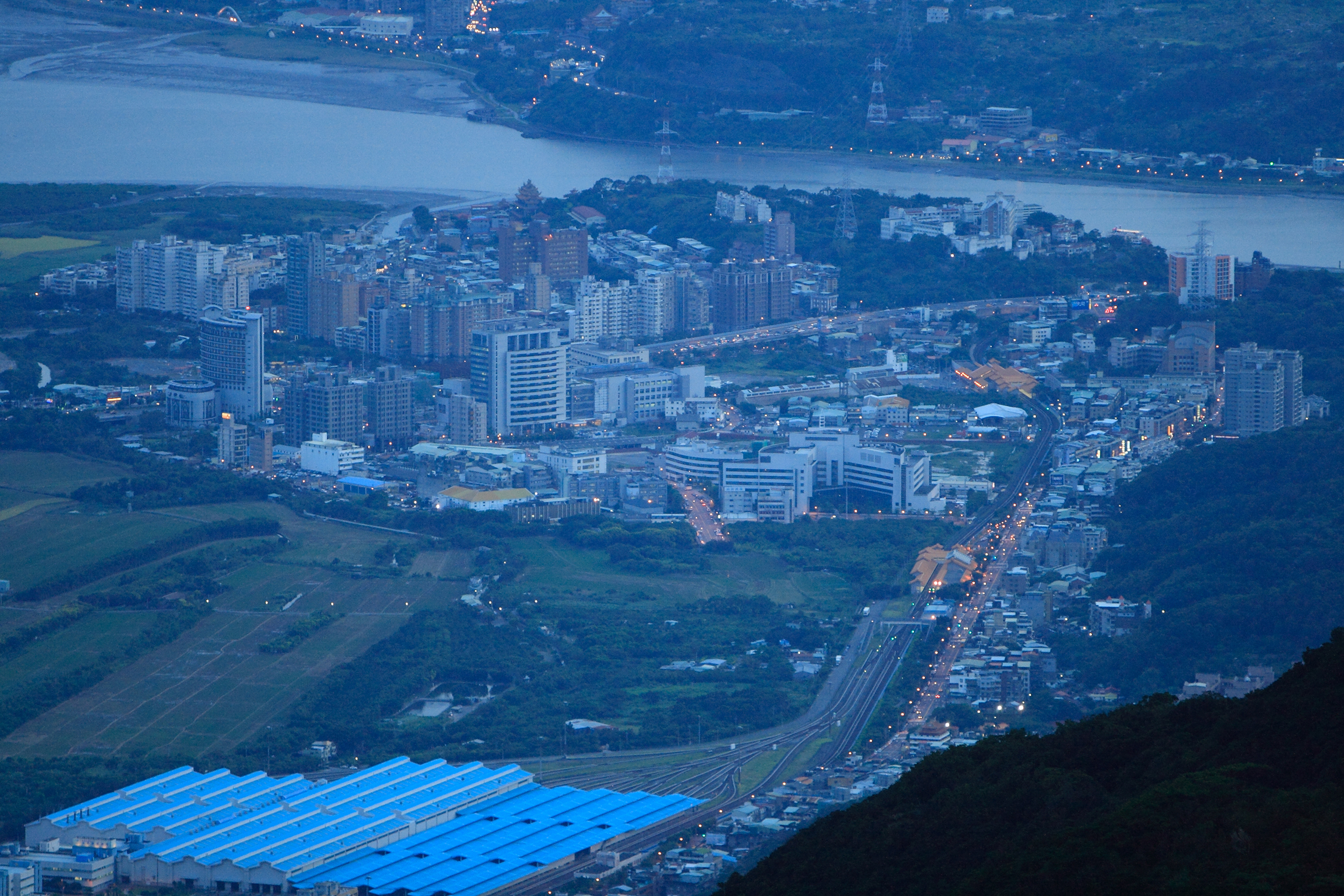
大屯山眺望關渡市區

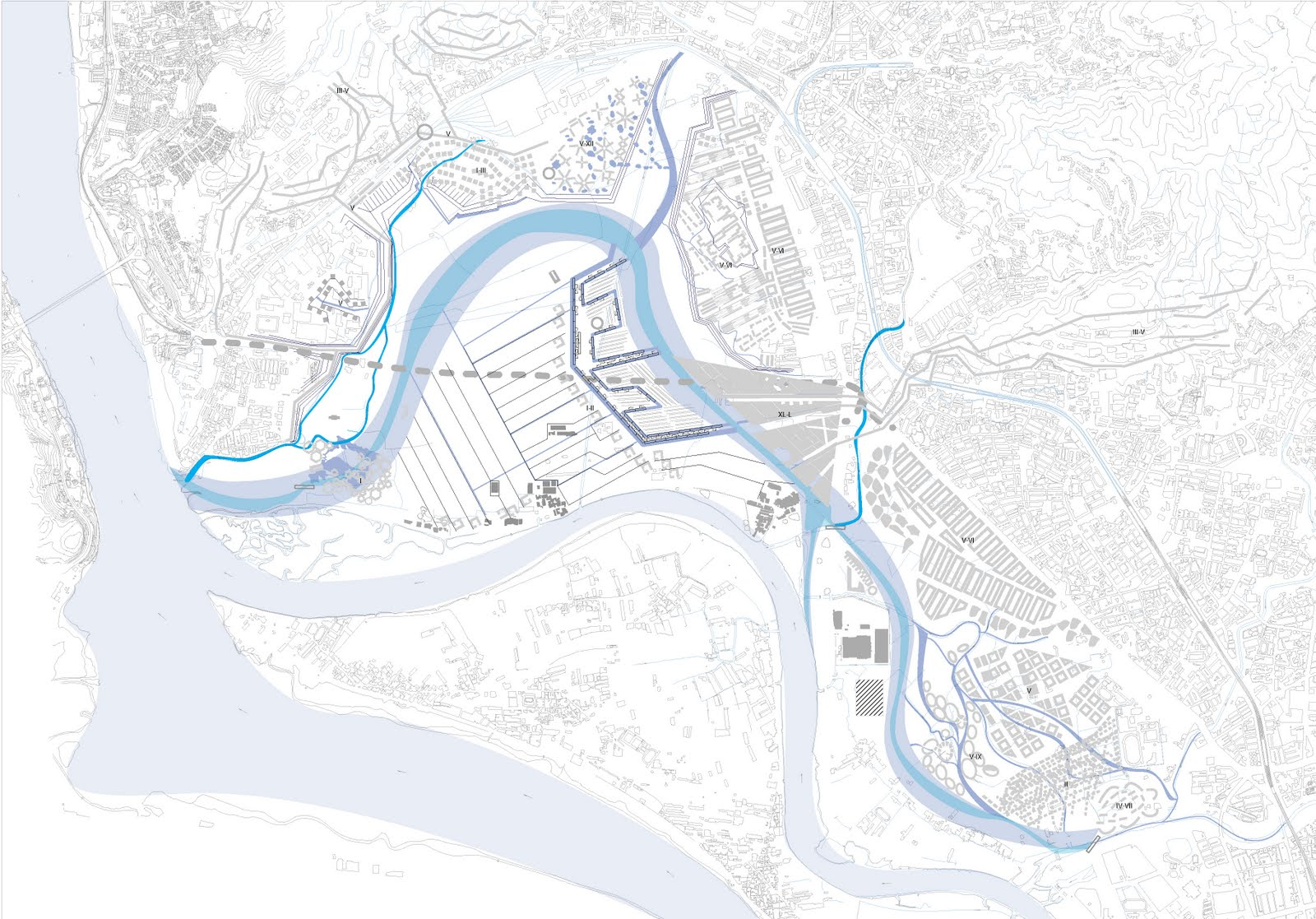
北投關渡地區地圖

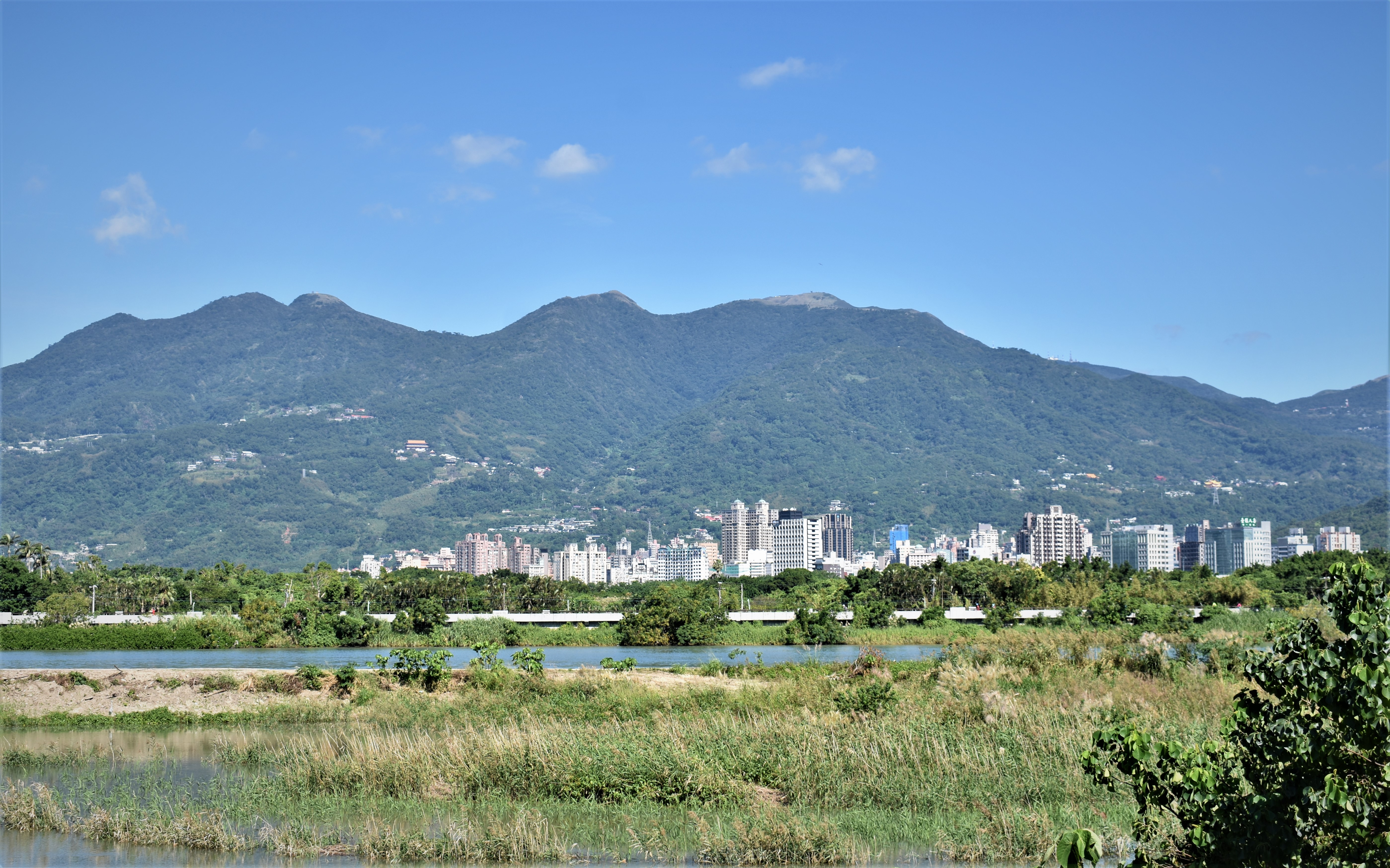
關渡國家級重要濕地

關渡為台灣台北市北投區的一個地名。此地區正好位於淡水河及基隆河的交會口，並且今於北投區下劃分關渡次分區。自古以來，關渡即是重要的候鳥棲息地；境內也有台北市最大的濕地，其生態非常豐富。
1996年在此成立關渡自然公園，2001年12月1日起委由台灣台北市野鳥學會經營管理，首創台灣生態保育區委託民間社團經營管理的第一例。
關渡的廟宇「關渡宮」，是北台灣著名的媽祖廟，香火鼎盛。

## 地名
「關渡」源自原住民語，故早期漢字音譯時並無統一寫法。包括干答門（裨海記遊）、干豆門（皇輿全覽圖）、干答、干豆、關杜、江頭、肩脰、乾竇及關豆等。在日治時期則多作，並用於淡水線之車站名。另有一說為西班牙人在淡水河航行時將該地命名為「Casidor」。
戰後迄今幾乎統一作「關渡」。例如台北捷運淡水線關渡站。而臺語發音維持「Kan-tāu」，漢字以「干豆」的音讀較能表音，捷運廣播也使用「Kan-tāu」。

## 教育

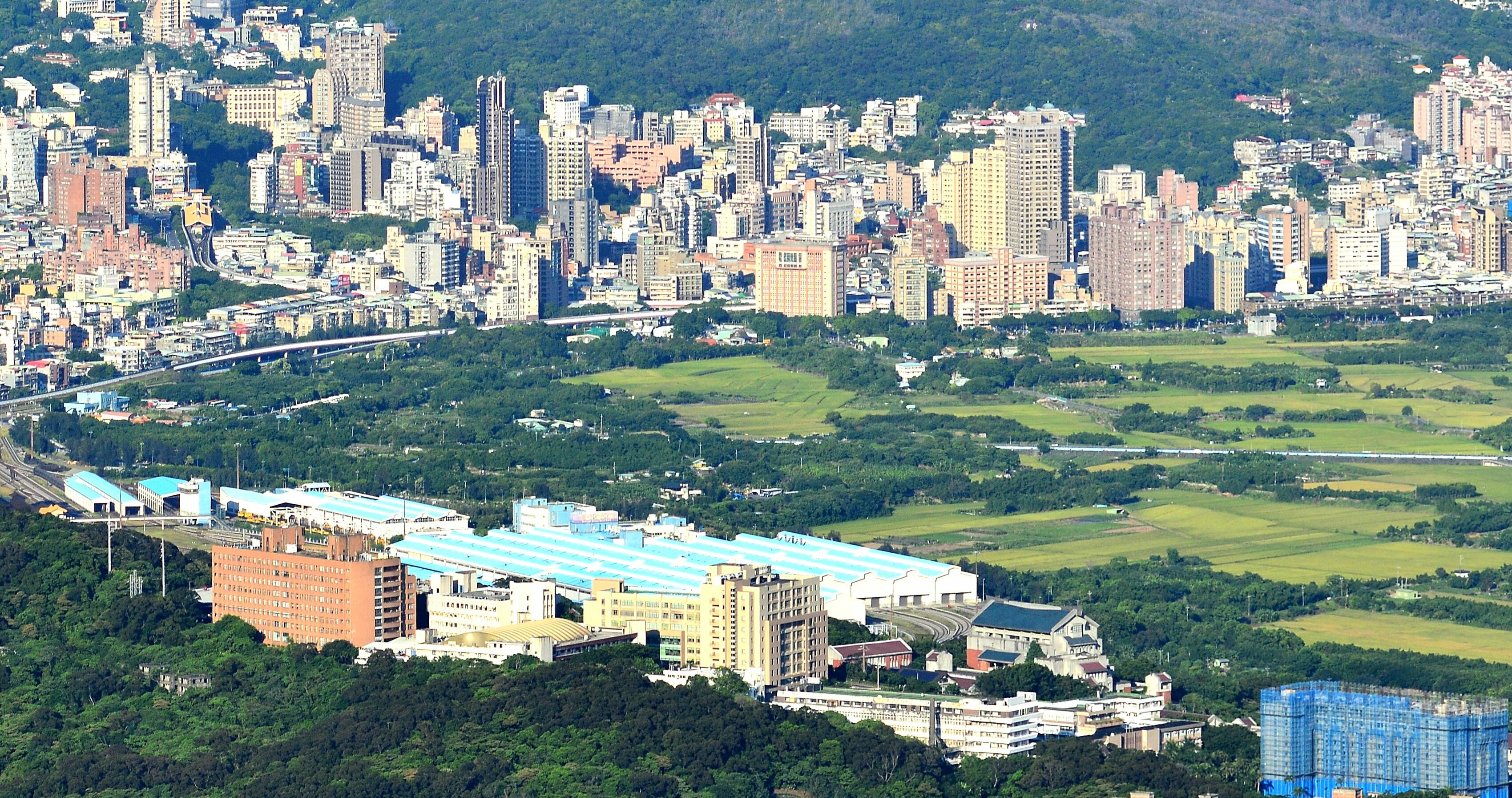
位於大屯山麓的北藝大與城市科大

關渡國小成立於1921年，1974年改稱臺北市立關渡國民小學。
關渡國中成立於1990年7月。
國立臺北藝術大學前身為1982年成立的國立藝術學院，1991年遷至關渡，2001年改名為國立臺北藝術大學，簡稱北藝、北藝大、藝大。2002年北藝大關渡美術館成立，2003年3月正式開館。
臺北城市科技大學為1971年創立的光武工業專科學校建校於關渡，2004年10月1日更名為「北台科學技術學院」，2006年再更名「北台灣科學技術學院」，2011年12月25日正式更改校名為「臺北城市科技大學」。
馬偕護理專科學校前身為創始於1913年的「馬偕紀念醫院看護婦學校」，1970年10月立案「台北市私立馬偕高級護理職業學校」，1999年改制為「馬偕護理專科學校」。

## 軍事單位
1983年1月進駐的陸軍步兵第二二六師  ，為中華民國國軍駐守於臺北縣淡水鎮（今新北市淡水區）的師級陸軍部隊（虎嘯部隊），由於在前總統蔣經國任內移防臺北縣淡水鎮，因靠近臺北市北投區關渡，而素有「關渡師」之稱。2007年1月1日，因應精進案第二階段，將下轄「陸軍步兵第178旅」及「陸軍步兵第176旅」合併改編為陸軍關渡地區指揮部，進駐至今雖經過多次改編，但都是擔任中華民國首都臺北市外圍防衛任務的陸軍部隊。

## 醫療
臺北市立關渡醫院2000年7月22日開幕啟用，以慢性病醫療為醫院發展重點。自啟用起即委由臺北榮民總醫院經營，為臺北市第二家委外經營的市立醫院，也是唯二未併入2004年7月成立的臺北市立聯合醫院的市立醫院之一。
臺北市立浩然敬老院為臺北市提供老人安養服務的安養機構，簡稱浩然敬老院、又稱浩然養老院。該院隸屬於臺北市政府社會局，為目前臺北市少數公立老人福利機構中唯一能提供公費安養護服務的機構。
和信治癌中心醫院，舊稱辜公亮基金會孫逸仙治癌中心醫院，由台灣的和信集團在1988年籌備成立，為台灣少數的癌症專門醫院。

## 交通

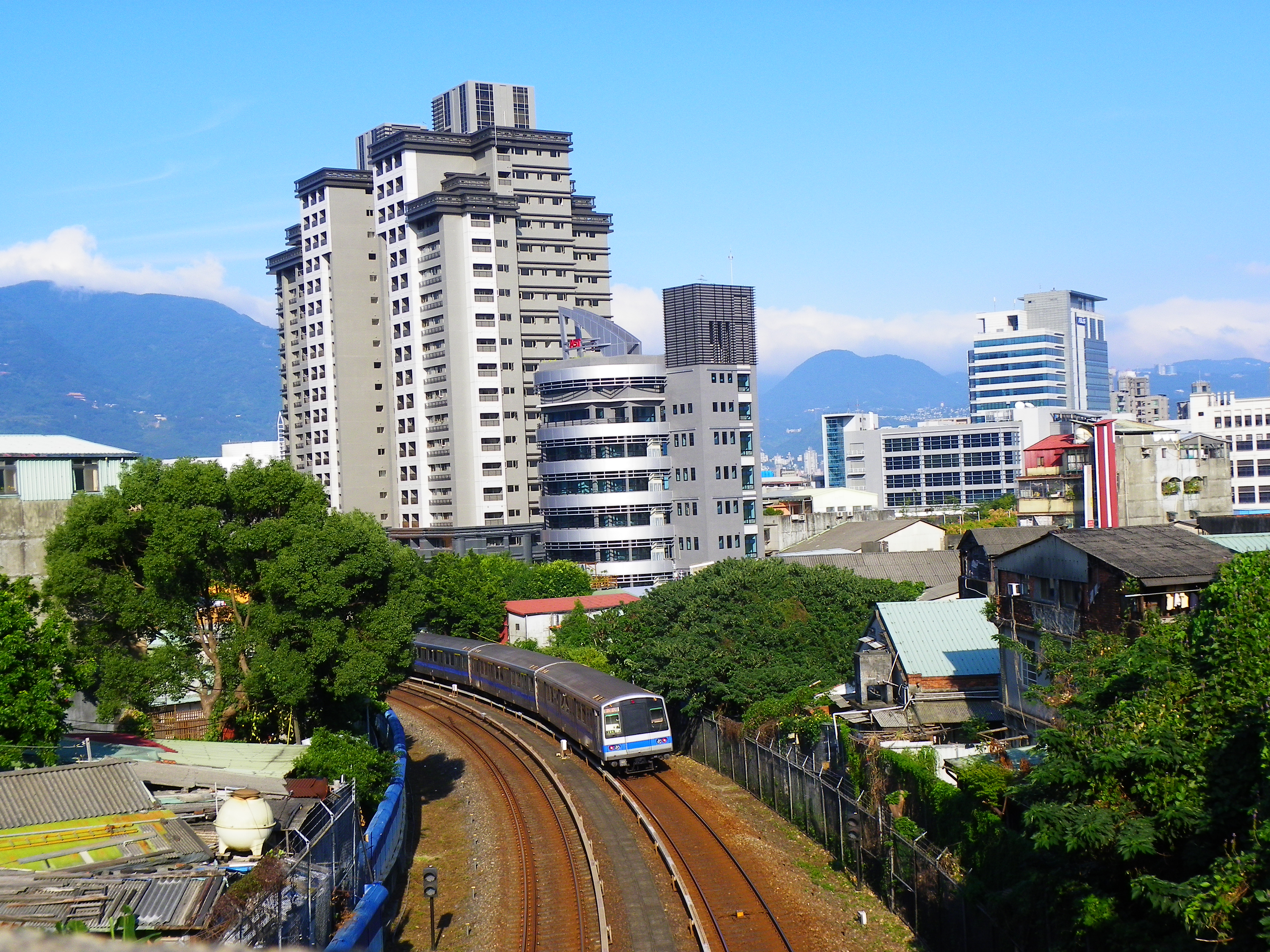
即將進入關渡站的捷運淡水線南下列車，攝於大度路三段與中央北路四段立體交叉路口，關渡萬善同公祠前。

### 捷運
- 淡水線關渡站

## 生態資訊

### 植物
- 紅樹科：水筆仔
- 爵床科：海茄冬
- 使君子科：
- 茳茳鹹草

### 動物
- 黃鼬

#### 蟹類
- 台灣招潮蟹、北方呼喚招潮蟹

#### 魚類
- 彈塗魚、花跳（星點塗魚）

#### 鳥類
- 鷸科：濱鷸、赤足鷸、紅領瓣足鷸、鷹斑鷸、中杓鷸、反嘴鷸、姥鷸、雲雀鷸、黑尾鷸、赤足鷸、黃足鷸、田鷸、滸鷸、穉鷸、尖尾鷸、小青脚鹬、青脚鹬，矶鹬
- 鸻科：東方鸻、小環鵛鸻、蒙古鸻、鐵嘴鸻、高蹺鸻、灰斑鸻、金斑鸻、黑胸鸻
- 鷹鷲科：澤鵟、魚鷹、鳳頭蒼鷹、北雀鷹、紅隼、遊隼、灰背隼
- 鷺科：大白鷺、中白鷺、小白鷺、蒼鷺、牛背鷺、黃小鷺、栗小鷺、夜鷺、唐白鷺
- 鶺鴒科：白鶺鴒、灰鶺鴒、黃鶺鴒、褐色鷚、赤喉鷚、樹鷚
- 鸭科：小水鴨、琵嘴鸭、尖尾鴨、花嘴鴨、綠頭鴨、凤头潜鸭
- 燕鷗科：白翅黑燕鷗、黑腹燕鷗

## 外部連結
- 關渡自然公園 （页面存档备份，存于）
- 台北市野鳥學會 （页面存档备份，存于）
- 關渡美術館 （页面存档备份，存于）
- 國立臺北藝術大學 （页面存档备份，存于）
- 臺北城市科技大學 （页面存档备份，存于）
- 【台灣，你好！】沙發環島空拍鴿眼系列 - 2015/7/25 台北關渡自然保護區 卷一 （页面存档备份，存于）